# Raul Montanari
Raul Montanari (Bergamo, 19 gennaio 1959) è uno scrittore e traduttore italiano.

## Biografia
Studia lettere antiche all’Università degli Studi di Milano, poi comunicazioni sociali all’Università Cattolica del Sacro Cuore. Dagli anni ’90 traduce dalle lingue classiche e moderne, e scrive per il teatro e il cinema. Nel 1991 pubblica il suo primo romanzo, Il buio divora la strada, edito da Leonardo. Sono seguiti numerosi volumi prevalentemente di narrativa e più rare esplorazioni nel campo della saggistica e della poesia.
La maggior parte della sua narrativa è riconducibile al noir. La data dell'esordio lo colloca nella prima generazione dei nuovi noiristi italiani, che annovera fra gli altri Carlo Lucarelli e Andrea Pinketts. 
A Milano dirige, dal 1999, una scuola di scrittura creativa.  Dal 2000 è presidente del premio Straparola-Caravaggio per racconti inediti. 
Nel 2012 per il complesso della sua attività gli è stato assegnato il premio istituzionale della città di Milano, (Ambrogino d'oro).

## Pubblicazioni

### Romanzi
- Il buio divora la strada, Leonardo 1991, quindi Baldini Castoldi Dalai, 2002.
- La perfezione, Feltrinelli, 1994; “UE”, 1996, poi 2006; Nuova edizione riveduta: Baldini + Castoldi 2019.
- Sei tu l'assassino, Marcos y Marcos 1997.
- Dio ti sta sognando, Marcos y Marcos 1998.
- Che cosa hai fatto, Baldini & Castoldi 2001.
- Chiudi gli occhi, Baldini & Castoldi, 2004.
- La verità bugiarda, Baldini & Castoldi 2005.
- L'esistenza di dio, Baldini & Castoldi 2006.
- La prima notte, Baldini & Castoldi 2008.
- Strane cose, domani, Baldini & Castoldi 2009
- L'esordiente, Baldini & Castoldi 2011.
- Il tempo dell'innocenza, Baldini & Castoldi 2012.
- Il regno degli amici, Einaudi 2015
- Sempre più vicino, Baldini+Castoldi 2017.
- La vita finora, Baldini+Castoldi 2018
- La seconda porta, Baldini+Castoldi 2019.
- Il vizio della solitudine, Baldini+Castoldi 2021.
- Il disegno magico, Baldini+Castoldi 2023

### Libri di racconti
- Un bacio al mondo, Rizzoli 1998
- Riccardo Ferrazzi e Raul Montanari, Il tempo, probabilmente, Literalia 2000
- È di moda la morte, Perrone 2007, 2015.
- E poi la notte, Giallo Mondadori n. 3008, 08/07/2010.

### Altro
- Nelle galassie oggi come oggi. Covers, con Aldo Nove e Tiziano Scarpa, poesie, Einaudi, “Collezione di poesia” 2001.
- Il Cristo zen, saggio, Indiana 2011. Nuova edizione Baldini+Castoldi 2022.
- Incubi e amore, testi teatrali, Transeuropa 2012.
- Tu non sai niente di me,  "I corsivi del Corriere della Sera", 2015, e-book.
- Più grande di noi. Confessioni di un pescatore a mosca, memoir, Hopeful Monster 2022.
- L'amore non è un arrocco. Capire la vita grazie agli scacchi, saggio, Baldini+Castoldi 2024.

## Traduzioni

### Traduzioni per la scena
- Seneca, Tieste. In scena: marzo-aprile 1991, Teatro Out Off, Milano, regia di Antonio Syxty. Un estratto in AAVV, Humus, Addictions 1998.
- Sofocle, Edipo Re e Edipo a Colono. In scena: gennaio 1995, Teatro Out-Off, Milano, regia di Antonio Syxty. Poi edito da Frassinelli 1997, Sperling Paperbacks 2003.
- Arthur Schnitzler, Doppio sogno, traduzione e adattamento. In scena: febbraio 2000, Teatro Out-Off, Milano, regia di Fabio Sonzogni.
- William Shakespeare, Macbeth. In scena: marzo 2007, teatro Stabile di Torino, regia di Valter Malosti.

### Traduzioni letterarie
- William Styron, Un'oscurità trasparente, Milano, Leonardo, 1990.
- Allan Gurganus, L'ultima vedova sudista vuota il sacco, Milano, Leonardo, 1991.
- Philip Roth, Inganno, Milano, Leonardo, 1991; Torino, Einaudi, 2006.
- Jorge Luis Borges, Graham Greene, Mario Vargas Llosa, In quante lingue si può sognare, Milano, Leonardo, 1991.
- James Frazer, Matrimonio e parentela, Mondadori 1991; Sulle tracce di Pausania, Adelphi 1994.
- Cormac McCarthy, Meridiano di sangue, Torino, Einaudi, 1996; Il buio fuori, Einaudi 1997; Città della pianura, Einaudi, 1999; Figlio di dio, Einaudi, 2000.
- John O'Brien, Via da Las Vegas, Milano, Feltrinelli, 1996.
- André Brink, La polvere dei sogni, Milano, Feltrinelli, 1997.
- Oscar Wilde, Salomè, trad. con Gaia Servadio, Milano, Feltrinelli, 1998.
- Stewart O'Nan, Mi chiamavano Speed Queen, Milano, Feltrinelli, 1999.
- AA.VV., Jorge Luis Borges, volume monografico, curatela e trad. di R. Montanari, Roma, minimum fax, 1999.
- Edgar Allan Poe, Il corvo e altre poesie, Collana UEF, Milano, Feltrinelli, 2009.
- Robert Louis Stevenson, Il giardino dei versi, Roma, Nutrimenti, 2010.

## Teatro
- Felix, libretto in due atti su soggetto originale
- DJ, atto unico commissionato dal Théatre Du Nouveau, 1999 poi in Sergio Altieri (a cura di) Anime nere, Mondadori 2007.
- La piccola vedetta lombarda, rielaborazione radiofonica originale da Edmondo De Amicis, in Ricuore, RAI3, 2001
- Trans Europe Express, melologo su testi originali, musica di Daniele Gasparini, 2012.
- Incubi e amore, atto unico e libretto per il monodramma Incubi e amore di Daniele Gasparini, 2013.

## Filmografia
- Ciò che conta, regia di Antonio Syxty - cortometraggio (1990)
- L'appuntamento, regia di Antonio Syxty - cortometraggio (1993)
- Tartarughe dal becco d'ascia, regia di Antonio Syxty (2000)

## Riconoscimenti
- Premio Linea d’Ombra 1995 per il romanzo La perfezione. [5]
- Premio Bari 2010 per il romanzo Strane cose, domani. [6]
- Premio Siderno 2010 per il romanzo Strane cose, domani. [7]
- Selezione premio Strega 2010 per il romanzo Strane cose, domani. [8]
- Benemerenze civiche città di Milano: Ambrogino d’Oro 2012. [9]
- Premio Vigevano 2015 per il romanzo Il regno degli amici. [10]
- Premio Provincia in Giallo 2019 per il romanzo La vita finora [11]
- Premio Como 2022 per il romanzo Il vizio della solitudine. [12]